# Festa Major de Montbau

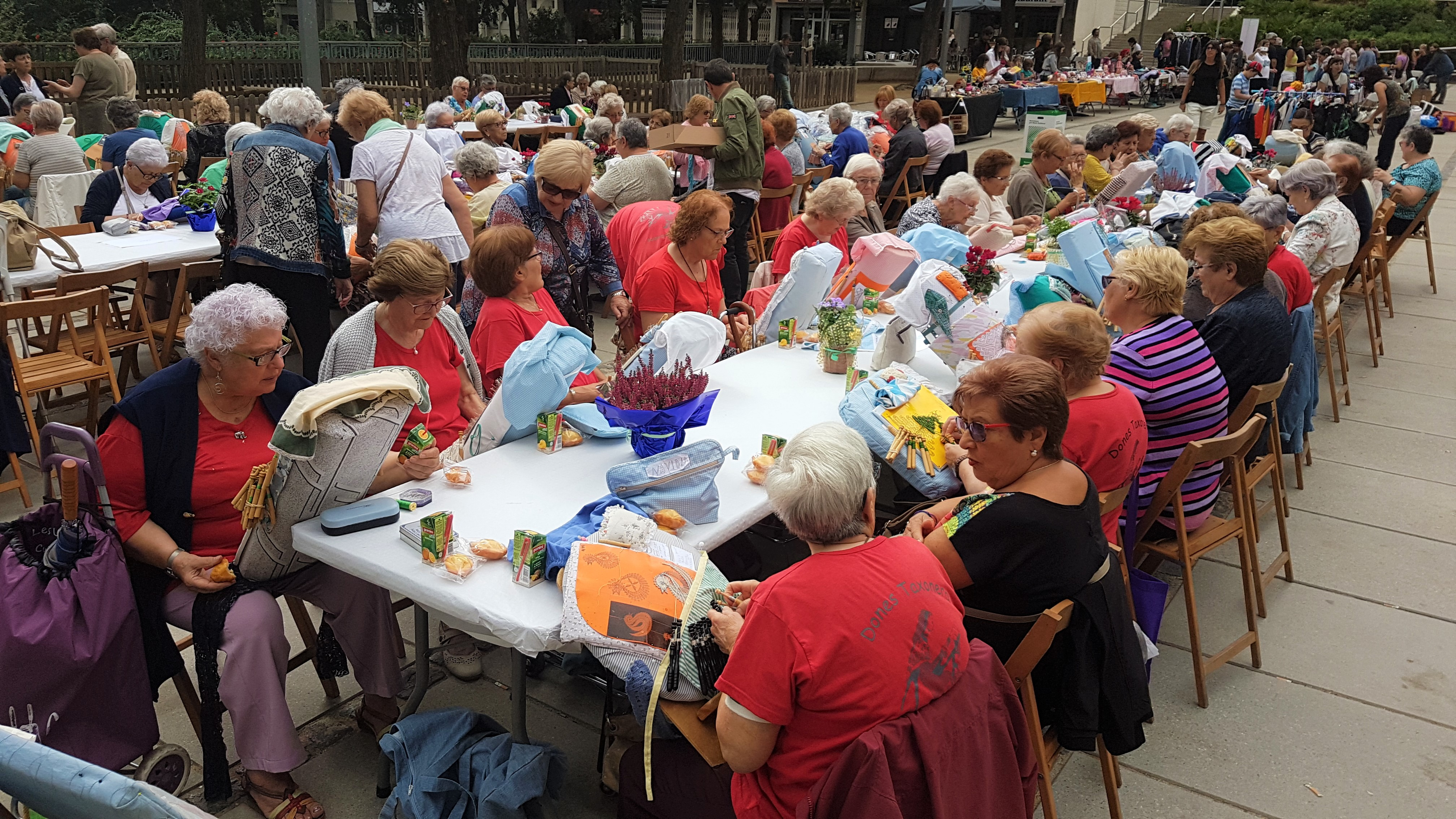
9ª Trobada de puntaires a la Festa Major de Montbau 2019

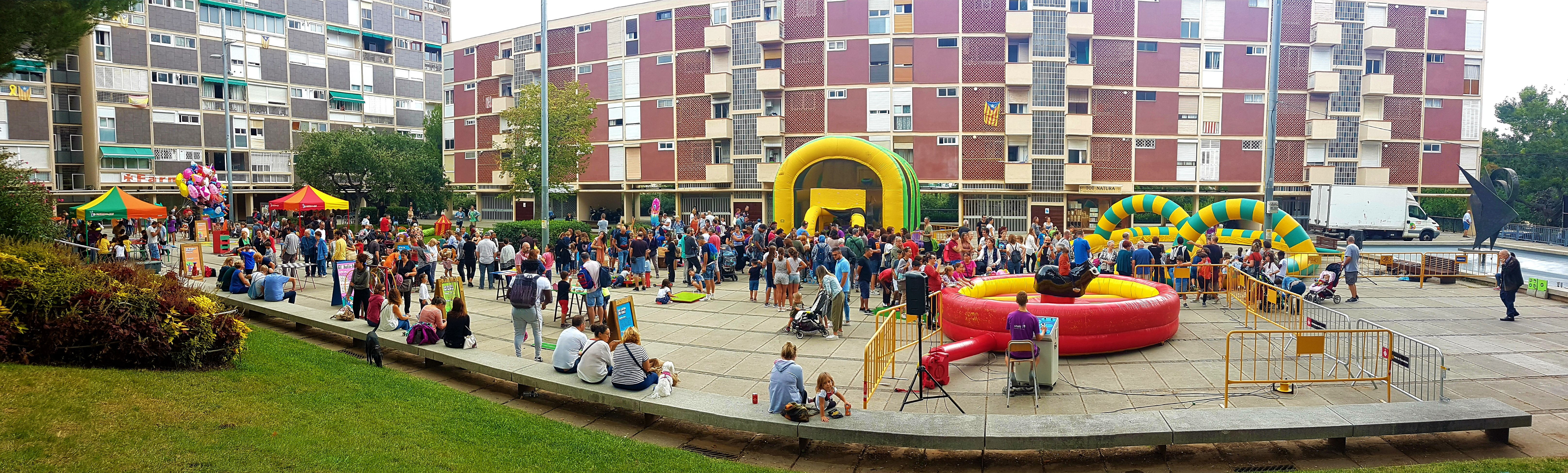
Festa infantil a la Festa Major de Montbau 2019

La Festa Major de Montbau, que s'allarga durant dos caps de setmana anualment al setembre, és una bona mostra de la vida associativa del barri de Montbau i les entitats s'impliquen a fons per organitzar actes de tota mena en aquest barri de la ciutat de Barcelona, situat a la falda de la serra de Collserola. És un barri de nova planta construït a partir de la dècada dels anys cinquanta del segle xx. Tradicionalment, era una zona molt poc habitada que a l'edat mitjana depenia del monestir de Sant Jeroni de la Vall d'Hebron. Per aquest motiu, quan s'hi va fer la parròquia, als anys seixanta, es va consagrar a aquest sant, que va esdevenir patró del barri.
A la Festa Major la cultura popular autòctona hi és representada amb els gegants, però també s'hi fa un matí d'entremesos ben complet, en què participen agrupacions de tota la ciutat. A més, la festa inclou l'aplec de l'ermita de Sant Cebrià i Santa Justina.

## Motiu
Sant Jeroni és el patró de la parròquia de Montbau i per aquest motiu es fa festa major al voltant del 30 de setembre. La relació entre sant Jeroni i aquesta zona ve de lluny, perquè era el patró del monestir que antigament hi havia a la Vall d'Hebron i que controlava les terres on, anys més tard, es construí el barri.

## Història
La primera festa major la va organitzar la Cooperativa La Puntual el 1961, amb un marcat sentit de reivindicació cultural de la catalanitat. En el programa hi figuraven balls catalans, audicions de sardanes, ball per als grans i festival infantil amb curses de sacs, trencar l'olla, xocolatada amb melindros, la paella negra, un enlairament de globus, etc. Es muntava un envelat, on hi van actuar Joan Capri i la cantant Lita Torelló. El 1965, l'Associació de Veïns de Montbau, dirigida en aquells temps per militars falangistes, també organitzà la seva festa major i el barri comptà amb dues festes majors fins al 1968, que es va crear una Comissió de Festes, formada per l'AEEF de Montbau (Associació Excursionista d'Etnografia i Folklore), l'Esplai El Drac II, el Grup de Joves de la Parròquia, la parròquia i l'Associació de Veïns.

## Actes a destacar
- Matí d'entremesos: Els gegants de Montbau, en Cebrià i la Justina, són els amfitrions de la trobada gegantera, en què participen colles vingudes de tota la ciutat i de la resta del país. Els actes de cultura popular continuen amb una exhibició dels Falcons de Barcelona i dels Bastoners. La festa es clou amb una ballada de sardanes.

- Aplec de Sant Cebrià i Santa Justina: Pels volts del 26 de setembre es fa el pelegrinatge a l'ermita de Sant Cebrià i Santa Justina, situada en un racó de la serra de Collserola. Després de la missa es fan jocs de cucanya i una xocolatada. Tradicionalment, quan el barri de Montbau encara no existia, els veïns d'Horta pujaven a l'ermita a fer-hi aplecs i festes.[2]
- Pa de Sant Jeroni: El dia 30 de setembre, dia de Sant Jeroni, es fa una missa a la parròquia i es reparteix el tradicional pa de Sant Jeroni.
- Mostra d'Art a Montbau: Des de 1976, a partir de la iniciativa de mossèn Ferran Palau, se celebra la mostra d'art del barri, on molts artistes del barri en diferents arts plàstiques han exposat la seva obra: pintura, escultura, fotografia, esmalt al foc, vidre, marqueteria, etc.[2] L'any 2019 es va celebrar la 43a edició de la mostra.[3]